# Marrakech-Tensift-El Haouz
Marrakech-Tensift-El Haouz era una delle 16 Regioni del Marocco, istituita nel 1997 e soppressa nel 2015. 
La regione, al 2009, comprendeva le province e prefetture di:
- Prefettura di Marrakech
- Provincia di Al Haouz
- Provincia di Chichaoua
- Provincia di El Kelâat Es-Sraghna
- Provincia di Essaouira
- Provincia di Rehamna